# Gilles Privat
Pour les articles homonymes, voir Privat.
Gilles Privat est un acteur franco-suisse né à Genève le 19 novembre 1958.

## Biographie
Après une maturité artistique (piano) obtenue à Genève en 1979, Gilles Privat se forme à l'école Jacques Lecoq de Paris de 1979 à 1981.
Il a été pensionnaire de la Comédie-Française de 1996 à 1998.
Il travaille avec les plus grands metteurs en scène, entre autres Alain Françon, Matthias Langhoff et Benno Besson dont il est l'un des fidèles comédiens. On le voit aussi au cinéma et à la télévision.

## Filmographie

### Cinéma
- 1989 : Romuald et Juliette de Coline Serreau : Paulin
- 1992 : Bon Anniversaire Liliane de Nick Quinn
- 1992 : La Crise de Coline Serreau : Laurent
- 1998 : Serial Lover de James Huth : Chichi
- 1999 : Faisons un rêve (court métrage) de Julien Cunillera
- 2004 : Demain on déménage de Chantal Akerman : l'agent immobilier
- 2007 : Hellphone de James Huth : M. Fouque
- 2013 : Le Temps de l'aventure de Jérôme Bonnell : Rodolphe
- 2019 : Je promets d'être sage de Ronan Le Page : Gigi
- 2019 : Love me tender de Klaudia Reynicke : Henry
- 2020 : Azor d'Andreas Fontana : Lombier
- 2021 : C'est magnifique ! de Clovis Cornillac : Daria
- 2021 : Délicieux d'Éric Besnard : Evêque
- 2022 : Couleurs de l’incendie de Clovis Cornillac: M. Renaud, le banquier
- 2025 : La Cache de Lionel Baier : le général de Gaulle

### Télévision
- 1992 : Les Feux de la Saint-Jean de François Luciani
- 2005 : Vénus et Apollon de Tonie Marshall
- 2013 : À livre ouvert de Stéphanie Chuat et Véronique Reymond : Jean-Baptiste Moret
- 2022 : OVNI(s) (saison 2) : Emeric Duplas
- 2022 : La Vie devant de Klaudia Reynicke et Kristina Wagenbauer : Professeur Ditrak

## Théâtre
- 1981 : Le Royaume terrestre de Tennessee Williams, mise en scène Alain Mollot, Théâtre de la Jacquerie
- 1982 : Le Balthazar de Jean-Pierre Chabrol, mise en scène Alain Mollot, Théâtre de la Jacquerie
- 1982 : Charlipilip cabaret musical

- 1983 : La Traversée du Désert de Ctibor Turba et Pierre Byland, versions française et allemande, mise en scène Ctibor Turba
- 1984 : Les Fantastiques Aventures du Comte de Saint-Germain de Serge Ganzl, mise en scène Dominique Serrand
- 1985 : Macadam Quichotte de Jean-Louis Bauer, mise en scène Alain Mollot
- 1985 : Portrait(s) d'André Riot-Sarcey, Gilles Privat et Claire Gernigon, mise en scène Roger Le Roux, Théâtre de la Jacquerie, Théâtre Romain Rolland Villejuif, tournée
- 1985 : Varietà de Mauricio Kagel, mise en scène Marina Spreafico, Festival International Opera Barga, Barga (Italie)
- 1986 : Le Dragon d'Evguéni Schwartz, mise en scène Benno Besson, Théâtre de la Ville
- 1986 : Lapin lapin d'Élie Bourquin, mise en scène Benno Besson, Théâtre de la Ville, Gérard
- 1986 : L'Oiseau vert de Carlo Gozzi, mise en scène Benno Besson, MAC Créteil, La Reine mère
- 1986 : Le Médecin malgré lui de Molière, mise en scène Benno Besson, Comédie de Genève, La Nourrice
- 1987 : Dom Juan de Molière, mise en scène Benno Besson, Maison des Arts de Créteil, Don Carlos et Monsieur Dimanche
- 1987 : Il Borghese Gentiluomo de Molière (version italienne), mise en scène Marina Spreafico, Italie, Le Maître à danser
- 1988 : Le Théâtre de Verdure d'Élie Bourquin, mise en scène Benno Besson, Lui
- 1988 : Geneviève de Brabant d'Erik Satie, mise en scène Marina Spreafico, Italie
- 1989 : La Mission d'Heiner Müller et Le Perroquet vert d'Arthur Schnitzler, mise en scène Matthias Langhoff, Festival d'Avignon, Théâtre de la Ville, Antoine et le duc de Cadignan
- 1990 : Macbeth de William Shakespeare, mise en scène Matthias Langhoff, Théâtre national de Chaillot, Banquo, le Portier, Siward
- 1990 : Herzstück (Pièce de cœur) de Heiner Müller (création française), mise en scène Matthias Langhoff
- 1990 : L'Histoire du soldat de Charles-Ferdinand Ramuz et Igor Stravinsky, mise en scène Micky de Marchi, le Lecteur
- 1991 : Cœur ardent d'Alexandre Ostrovski, mise en scène Benno Besson, Théâtre national de Bretagne, Narkis
- 1991 : La Duchesse de Malfi de John Webster, mise en scène Matthias Langhoff, Théâtre de la Ville, le duc Ferdinand
- 1991 : L'Otage de Brendan Behan, mise en scène Matthias Langhoff, Théâtre Vidy-Lausanne, Pat
- 1991 : Don Giovanni de Mozart, mise en scène Matthias Langhoff, Grand Théâtre (Genève), le Marchand de frites
- 1992 : Désir sous les ormes d'Eugene O'Neill, mise en scène Matthias Langhoff, Peter
- 1992 : Ordinaire et Disgracié de Claude Mollet, mise en scène Hervé Pierre, Théâtre de la Bastille
- 1993 : Ubu roi d'Alfred Jarry, mise en scène Hervé Lelardoux, Théâtre de l'Athénée-Louis-Jouvet, Père Ubu
- 1994 : Quisaitout et Grobêta de Coline Serreau, mise en scène Benno Besson, Théâtre de la Porte-Saint-Martin, Quisaitout
- 1994 : Oblomov d'Ivan Gontcharov, mise en scène Dominique Pitoiset, Théâtre Vidy-Lausanne, MC93 Bobigny, Théâtre national de Bretagne, Théâtre de Nice, Stolz
- 1995 : Oblomov d'Ivan Gontcharov, mise en scène Dominique Pitoiset, tournée
- 1996 : Clitandre de Corneille, mise en scène Muriel Mayette, Comédie-Française, Lysarque
- 1996 : La Danse de mort d'August Strindberg, mise en scène Matthias Langhoff, Comédie-Française[1], Kurt
- 1996 : L'Ombre de la vallée et Les Noces du rétameur de John Millington Synge, mise en scène collective, MC93 Bobigny
- 1997 : L'Ombre de la vallée et Les Noces du rétameur de John Millington Synge, mise en scène collective, CDDB-Théâtre de Lorient
- 1997 : L'Alerte de Bertrand Poirot-Delpech, mise en scène Jean-Pierre Miquel, Comédie-Française, Sans-Ticket
- 1997 : Le Roi Cerf de Carlo Gozzi, mise en scène Benno Besson, Comédie de Genève, Tartaglia
- 1998 : Le Roi cerf de Carlo Gozzi, mise en scène Benno Besson, Théâtre de Nice
- 1998 : La Cerisaie d'Anton Tchekhov, mise en scène Alain Françon - Comédie-Française, Epikhodov
- 1999 : Le Roi cerf de Carlo Gozzi, mise en scène Benno Besson, Théâtre des Célestins, tournée
- 1999 : Le Chant du dire-dire de Daniel Danis, mise en scène Alain Françon, Théâtre national de la Colline, Rock
- 2000 : Presque Hamlet de Dan Jemmett et Gilles Privat d'après Shakespeare, mise en scène Dan Jemmett[1]
- 2000 : La Chauve-souris de Johann Strauss, mise en scène Coline Serreau, Opéra Bastille, Frosch
- 2001 : Le Cercle de craie caucasien de Bertolt Brecht, mise en scène Benno Besson, Théâtre national de la Colline, Théâtre Vidy-Lausanne, CADO, La Criée, Azdack[1]
- 2002 : Le Cercle de craie caucasien de Bertolt Brecht, mise en scène Benno Besson, Théâtre national de Bretagne
- 2002 : Presque Hamlet d'après William Shakespeare, mise en scène Dan Jemmett, Théâtre du Passage Neuchâtel, Théâtre Vidy-Lausanne, Théâtre national de Chaillot, tournée
- 2002 : Mangeront-ils ? de Victor Hugo, mise en scène Benno Besson, Théâtre Vidy-Lausanne, Théâtre des Célestins, Théâtre national de Bretagne, le roi de Man
- 2003 : Mangeront-ils ? de Victor Hugo, mise en scène Benno Besson, Théâtre de Bourg-en-Bresse, Théâtre du Nord, Théâtre de la Ville
- 2004 : Gringoire de Théodore de Banville, mise en scène Benno Besson, Simon
- 2004 : Les Quatre Doigts et le pouce de René Morax, mise en scène Benno Besson, Théâtre du Passage Neuchâtel, Théâtre de la Croix-Rousse, la baronne de Ste Luce
- 2004 : Avis aux intéressés de Daniel Keene, mise en scène Didier Bezace, Théâtre de la Commune
- 2005 : E, roman-dit de Daniel Danis, mise en scène Alain Françon, Théâtre national de la Colline, Théâtre national de Strasbourg
- 2005 : Caiero ! d'après Fernando Pessoa, mise en scène Hervé Pierre, Théâtre national de la Colline, Théâtre national de Toulouse Midi-Pyrénées, Le Volcan
- 2006 : Dona Rosita la célibataire de Federico Garcia Lorca, mise en scène Matthias Langhoff, Théâtre Nanterre-Amandiers, Théâtre du Nord, TNBA, Théâtre national de Strasbourg, tournée
- 2006 : De l'omme de Jacques Rebotier, mise en scène de l'auteur, Théâtre national de Chaillot
- 2007 : De l'omme de Jacques Rebotier, mise en scène de l'auteur, tournée
- 2007 : L'Hôtel du libre échange de Georges Feydeau, mise en scène Alain Françon, Théâtre national de la Colline
- 2008 : Falstafe de Valère Novarina, mise en scène Claude Buchvald, Théâtre national de Chaillot, Comédie de Béthune, Comédie de Genève, La Filature, tournée
- 2009 : La Dame de chez Maxim de Georges Feydeau, mise en scène Jean-François Sivadier, Théâtre national de Bretagne, Théâtre national de Toulouse Midi-Pyrénées, Odéon-Théâtre de l'Europe, Les Gémeaux, Comédie de Reims, MC2, Théâtre de Caen, Théâtre de la Place, Centre dramatique national de Thionville-Lorraine, Comédie de Valence, tournée
- 2010 : La Dame de chez Maxim de Georges Feydeau, mise en scène Jean-François Sivadier, Le Monfort Théâtre
- 2010 : Du mariage au divorce pièces en un acte de Georges Feydeau, mise en scène Alain Françon, Théâtre national de Strasbourg, tournée
- 2010 : L'École des femmes de Molière, mise en scène Jean Liermier, théâtre de Carouge, tournée
- 2010 : Le Père de Heiner Müller, mise en scène André Wilms, Festival de Schwetzingen, Théâtre de l'Athénée-Louis-Jouvet
- 2011 : Du mariage au divorce pièces en un acte de Georges Feydeau, mise en scène Alain Françon, Théâtre Marigny, Comédie de Reims, tournée
- 2011 : Le Babil des classes dangereuses de Valère Novarina, lecture dirigée par Denis Podalydès, Odéon-Théâtre de l'Europe
- 2011 : L'École des femmes de Molière, mise en scène Jean Liermier, théâtre de Carouge, Théâtre 71 Malakoff, tournée
- 2012 : Oncle Vania d'Anton Tchekhov, mise en scène Alain Françon, Théâtre Nanterre-Amandiers, Théâtre de la Manufacture, Le Phénix, tournée[1]
- 2012 : Le boeuf sur le toitd'Alexandre Tharaud, mise en scène  Nicolas VialCité de la musique, tournée
- 2012 : Fin de partie de Samuel Beckett, mise en scène Alain Françon, Odéon-Théâtre de l'Europe, TNP de Villeurbanne
- 2014 : Le Malade imaginaire de Molière, mise en scène Jean Liermier, Théâtre de Carouge, tournée.
- 2015 : Toujours la tempête de Peter Handke, mise en scène Alain Françon, Odéon-Théâtre de l'Europe
- 2016 : Monsieur de Pourceaugnac de Molière (comédie ballet), mise en scène de Clément Hervieu Léger
- 2016 - 2017 : Le Temps et la chambre de Botho Strauss, mise en scène Alain Françon, théâtre national de Strasbourg, TNP de Villeurbanne, Théâtre de la Colline
- 2019 : Le Misanthrope de Molière, mise en scène Alain Françon, théâtre de Carouge, théâtre de la Ville
- 2020: Les innocents, moi et l'inconnue au bore de la route départementale de Peter Handke Théâtre de la Colline
- 2020 : Cyrano de Bergerac d’Edmond Rostand, mise en scène Jean Liermier, Théâtre de Carouge[1] et tournée
- 2022 : Presque Hamlet de Dan Jemmett et Gilles Privat d'après Shakespeare, mise en scène Dan Jemmett, au Théâtre de Carouge, tournée
- 2022 : En attendant Godot de Samuel Beckett, mise en scène Alain Françon, Nuits de Fourvière puis tournée
- 2022 : Le Malade imaginaire de Molière, mise en scène Jean Liermier, au Théâtre de Carouge
- 2023 : En attendant Godot de Samuel Beckett, mise en scène Alain Françon, La Scala (Paris)
- 2023 : Les Suppliques - Le Birgit Ensemble, mise en scène Julie Bertin et Jade Herbulot, Théâtre Gérard-Philipe (Saint-Denis), tournée
- 2024 : Les Fausses Confidences de Marivaux, mise en scène Alain Françon, au Théâtre de Carouge, Théâtre Nanterre-Amandiers

## Distinctions

### Récompenses
- Molières 2008 : Molière du comédien dans un second rôle pour L'Hôtel du libre échange
- Prix du Syndicat de la critique 2023 : meilleur comédien pour En attendant Godot

### Nominations
- Molières 2005 : Molière du comédien dans un second rôle pour Avis aux intéressés
- Molières 2010 : Molière du comédien dans un second rôle pour La Dame de chez Maxim
- Molières 2017 : Molière du comédien dans un second rôle pour Le Temps et la Chambre